# Sympatrische soortvorming

De vier vormen van soortvorming: allopatrische soortvorming, peripatrische soortvorming, parapatrische soortvorming en sympatrische soortvorming

Sympatrische soortvorming is soortvorming terwijl de populaties samen (sym) een vaderland (terra patris) blijven delen. Zo kunnen dus dochtersoorten ontstaan uit een vooroudersoort zonder dat er een geografische barrière, zoals een bergketen of zee tussen de toekomstige dochtersoorten zit.
Het tegenovergestelde is allopatrische soortvorming waarbij die barrière er wel is en de toekomstige dochtersoorten dus op een eenvoudige en duidelijke manier van elkaar gescheiden zijn. Omdat het voor soortvorming wel noodzakelijk is dat de dochtersoorten genetisch van elkaar gescheiden worden, kan dit alleen als de beoogde dochtersoorten door ander gedrag of een ander voedsel elkaar toch niet te vaak tegenkomen.

## Toelichting
Lange tijd was sympatrische soortvorming een controversieel begrip. Tot ongeveer 1980 werd iedere aanwijzing voor sympatrische soortvorming met grote achterdocht bekeken. Ernst Mayr, een van de meest vooraanstaande onderzoekers op het gebied van de evolutiebiologie, was een overtuigd tegenstander van het idee dat er zoiets als sympatrische soortvorming kon plaatsvinden. Tegen de eeuwwisseling stapelden de bewijzen voor het bestaan van deze manier van soortvorming zich echter op. Sympatrische soortvorming komt vooral voor bij kleine organismen, zoals insecten. Voor een insect kan de boom waarop ze leven de wereld zijn en de buren op een andere voedselplant kunnen mijlenver weg lijken. Op die manier kunnen in eenzelfde gebied toch geïsoleerde populaties ontstaan die zich tot dochtersoorten kunnen ontwikkelen.
Een voorbeeld hiervan is Rhagoletis pomonella. Deze Noord-Amerikaanse vlieg legt zijn eitjes in bomen en struiken uit de rozenfamilie, waaronder de meidoorn. Verschillende populaties hebben verschillende soorten bessenstruiken en bomen waarop ze parasiteren. Toen in de 19e eeuw de appel uit Europa werd ingevoerd, ontstond er een ras van de vlieg dat zich specialiseerde in de appel. Nu blijkt dat dit ras geen voorkeur meer heeft voor de meidoorn als plaats om eitjes te leggen en omgekeerd. Uit genetisch onderzoek blijkt dat de rassen onderling verschillen. Deze verschillen zijn ook gekoppeld aan een andere timing van de paartijd. De meidoornvariant van de vlieg wordt later in het seizoen volwassen en doet er ook langer over voor hij volwassen is. Hierdoor zijn ze onderling reproductief geïsoleerd.

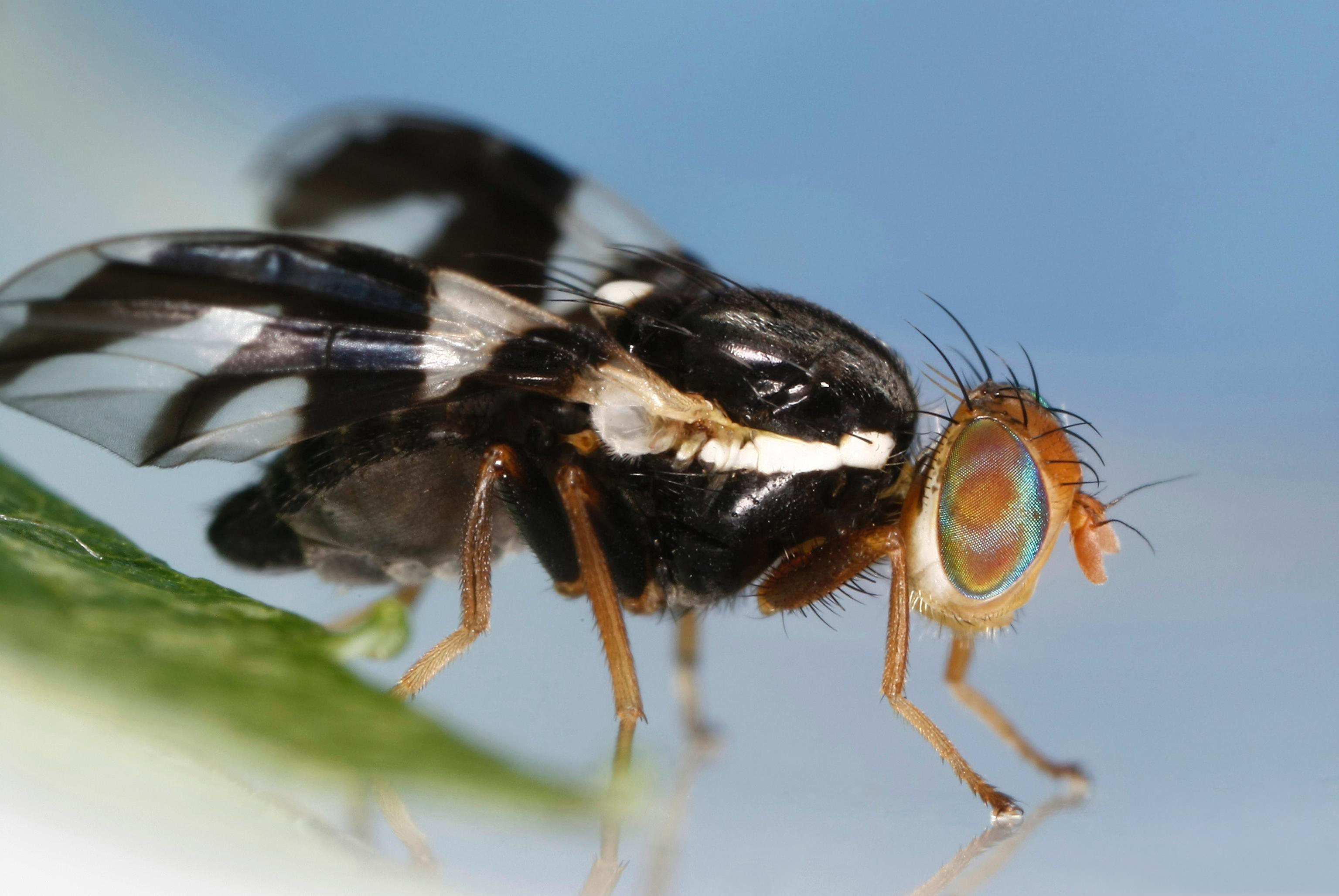
Rhagoletis pomonella
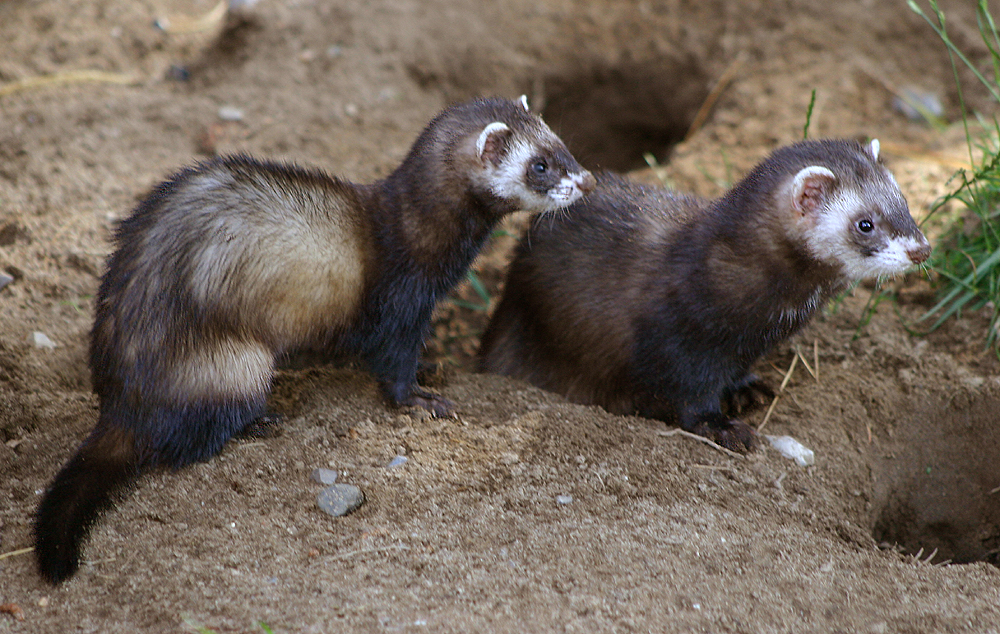
Bunzingen
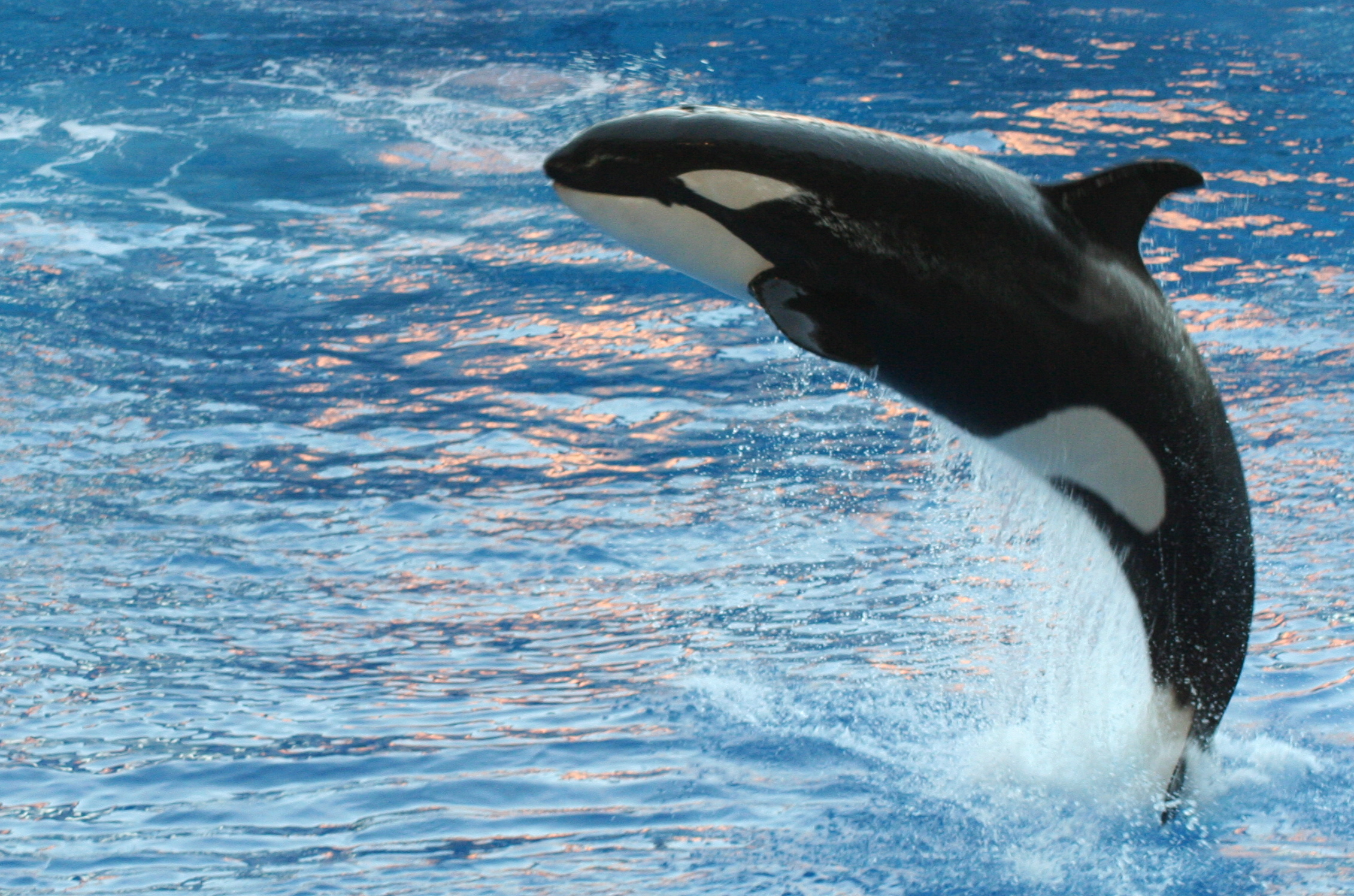
Orka

Sympatrische soortvorming komt echter ook voor bij grotere dieren voor, zoals de drie Uromys-soorten (een geslacht van knaagdieren) op Guadalcanal, bij de cichliden in het Victoriameer, en binnen het verspreidingsgebied van de bunzing.
Een bijzonder voorbeeld van sympatrische soortvorming bij grote dieren is de divergentie tussen twee populaties van orka's in het noordoostelijk deel van de Grote Oceaan. De populatie die permanent daar verblijft, mijdt de populatie van trekkende orka's die daar langskomt. Er vinden geen paringen plaats tussen individuen van de twee populaties. De twee populaties jagen op verschillende prooien, hebben een ander dieet, maken andere geluiden en leven in onderling verschillende sociale verbanden.
Ook een deel van de gedomesticeerde dieren heeft zich gevormd via sympatrische soortvorming.